# El Fondo (Santa Coloma de Gramenet)

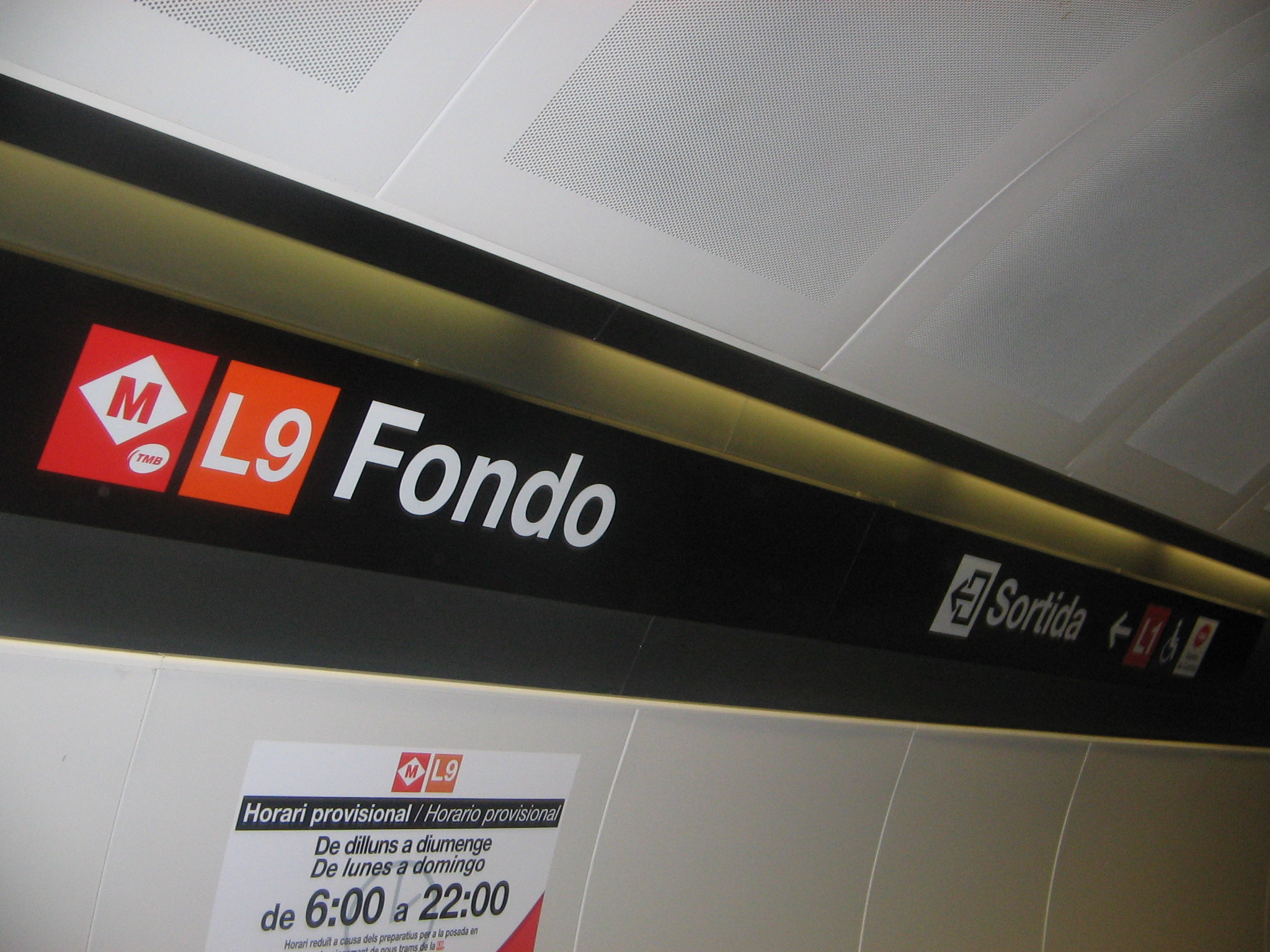
L'estació de la L9

El Fondo és un barri de Santa Coloma de Gramenet al Districte VI. Ocupa prop de 29 hectàrees i té una població de 18.244 habitants. Queda majoritàriament definit al nord pel Torrent d'en Grau, també anomenat Torrent Fondo de Sistrells (que dona nom al barri), l'antic curs del qual delimita el barri amb Badalona. Al sud es troba limitat pel barri de Santa Rosa, a l'oest pel barri Llatí i a l'est per la carena de la Serra de Sistrells.
El barri disposa d'un modern edifici multifuncional on es troben, a diferents nivells, el mercat, un supermercat, una escola bressol i una biblioteca.
Els dissabtes, als seus carrers té lloc un molt concorregut mercat ambulant.
Al barri hi ha una estació d'enllaç (Estació de Fondo) de les línies 1 i 9 del metro de Barcelona.